# Шестият ден
„Шестият ден“ (на английски: The 6th Day) е американски научнофантастичен екшън на режисьора Роджър Спотисууд от 2000 г.
Участват актьорите Арнолд Шварценегер, Тони Голдуин, Майкъл Рапапорт и Робърт Дювал. Това е дебютният филм на Тери Крюз. Филмът излиза на екран на 17 ноември 2000 г. и е разпространяван от Columbia Pictures.

## В България
На 25 декември 2003 г. Диема+ излъчва филма с български дублаж по телевизията. В него озвучават Силвия Русинова, Борис Чернев, Васил Бинев и Георги Георгиев-Гого.
На 4 април 2022 г. филмът е излъчен по Диема с втори дублаж. Екипът се състои от:
| Озвучаващи артисти  | Ася Братанова Христина Ибришимова Ани Василева Христо Узунов Георги Георгиев-Гого Николай Николов |
| Преводач            | Илияна Велчева                                                                                    |
| Тонрежисьор         | Лазар Йончев                                                                                      |
| Режисьор на дублажа | Димитър Кръстев                                                                                   |